# Carlos de la Mota
Carlos de la Mota (ur. 19 października 1975 w La Vega) – dominikański i meksykański aktor oraz piosenkarz.

## Wybrana filmografia
- 2004: Zdradzona miłość jako Sergio Santillán Vidal
- 2006: Dość całowania żab jako Miguel „El Mammer”
- 2007: Miłość jak tequila jako James O'Brien
- 2008: Idiotki nie idą do nieba jako Raúl de la Parra
- 2010-2011: Kiedy się zakocham... jako Carlos Estrada
- 2013: Dzikie serce jako Emir Karim
- 2013-2014: Za głosem serca jako Refugio Solares
- 2014-2015: Hasta el fin del mundo jako Esteban Araúz
- 2016: Trzy razy Ana jako Valentín
- 2017-2018: Światło twoich oczu jako Isauro Sotero Coronel / Aarón Cervero